# Benevento Calcio 2005-2006
Questa voce raccoglie le informazioni riguardanti il Benevento Calcio nelle competizioni ufficiali della stagione 2005-2006.

## Rosa
| N. |                   | Ruolo | Calciatore              |
| -- | ----------------- | ----- | ----------------------- |
|    | Italia (bandiera) | A     | Emilio Belmonte         |
|    | Italia (bandiera) | D     | Stefano Bianciardi      |
|    | Italia (bandiera) | D     | Alessandro Cagnale      |
|    | Italia (bandiera) | P     | Emiliano Campana        |
|    | Italia (bandiera) | C     | Michele Cazzarò         |
|    | Italia (bandiera) | D     | Vanni Chiarotto         |
|    | Italia (bandiera) | D     | Roberto Cocca           |
|    | Italia (bandiera) | D     | Enrico Curcio           |
|    | Italia (bandiera) | C     | Giovanni Michele Desole |
|    | Italia (bandiera) | C     | Matteo Ferretti         |
|    | Italia (bandiera) | A     | Michele Gallaccio       |
|    | Italia (bandiera) | A     | Domenico Girardi        |
|    | Italia (bandiera) | D     | Paolo Guastalvino       |

| N. |                    | Ruolo | Calciatore            |
| -- | ------------------ | ----- | --------------------- |
|    | Italia (bandiera)  | C     | Carmelo Imbriani      |
|    | Italia (bandiera)  | C     | Antonio Maschio       |
|    | Italia (bandiera)  | C     | Mario Massaro         |
|    | Belgio (bandiera)  | D     | Donovan Maury         |
|    | Italia (bandiera)  | P     | Luca Mordenti         |
|    | Italia (bandiera)  | D     | Diego Palermo         |
|    | Italia (bandiera)  | D     | Antonio Palo          |
|    | Italia (bandiera)  | A     | Lorenzo Pinamonte     |
|    | Italia (bandiera)  | C     | Mattia Rinaldini      |
|    | Italia (bandiera)  | D     | Daniele Saraceno      |
|    | Italia (bandiera)  | D     | Massimiliano Tangorra |
|    | Italia (bandiera)  | C     | Davide Taverna        |
|    | Senegal (bandiera) | D     | Massamasso Tchangai   |